# Liste des cathédrales du Cambodge
En 2025, le Cambodge n'a pas de cathédrales. Elles ont été en effet détruites par le régime des Khmers rouges après 1975.
- Cathédrale de Phnom Penh (détruite en 1976[2])
- Cathédrale de Battambang (détruite en 1975[3])